# جمعية المراسلين في البيت الأبيض
جمعية المراسلين في البيت الأبيض (بالإنجليزية: White House Correspondents' Association واختصارا WHCA) هي منظمة من مراسلين يغطون البيت الأبيض ورئيس الولايات المتحدة الأميركية. تأسست 25 فبراير 1914 من قبل صحفيين ردا على الإشاعة أن لجنة من الكونغرس الأمريكي كانت ستختار الصحفيين الذين يسمح بهم لحضور المؤتمرات الصحفية.
الجمعية تعمل مستقلة عن البيت الأبيض. من أجدر القضايا بالملاحظة هي إجراءات التقييم والوصول إلى الرئيس والظروف المادية داخل قاعات الاجتماع في البيت الأبيض. من أبرز نشطاتها هي عشاء المراسلين في البيت الأبيض السنوي، الذي تقليديا يحضره الرئيس وتغطيه وسائل الإعلام الإخبارية.
ومن الجدير بالملاحظة أن أعضاء السلك الصحفي في البيت الأبيض ليسوا جميعا أعضاء في جميعة المراسلين في البيت الأبيض. ولكن جمعية المراسلين في البيت الأبيض تمثل السلك السحفي كله.

## عشاء المراسلين في البيت الأبيض
عشاء جمعية المراسلين في البيت الأبيض السنوي ابتدأ في 1921 وصار تقليدا في واشنطن العاصمة ويحضره الرئيس ونائب الرئيس حسب التقاليد. حضر عشاء على الأقل من هذه الأعشية خمسة عشر رئيسا أميركيا، ابتداء بالرئيس كالفين كوليدج عام 1924. العشاء عامة يعقد أمسية آخر يوم سبت في شهر أبريل في فندق الهيلتون في واشنطن العاصمة.
الكثير من الأعشية ألغيت أو عقدت بتقليص الحجم بسبب وفيات أو أزمات سياسية. ألغي العشاء في 1930 نظرا لوفاة الرئيس السابق ويليام هوارد تافت؛ وفي 1942، عقب دخول الولايات المتحدة في الحرب العالمية الثانية؛ وفي 1951 بسبب ما أسماه الرئيس هاري ترومان بـ «غموض الوضع العالمي». في 1981، لم يحضره رونالد ريغان لأنه كان يتعافى من محاولة اغتياله في الشهر السابق. ودونالد ترمب تجنب العشاء عام 2017 وحضر تجمعا سياسيا له في هاريسبرج، بنسيلفانيا عوضا عن العشاء.

### معرض صور
- الرئيس بيل كلينتون (يمين) مع الممثل التلفزيوني مايك مرونا (يسار) يحتفلان بعملية شراء على الإنترنت ناجحة في مقطع فيلم فكاهي "أواخر الأيام" سجل للعشاء عام 2000
- الرئيس جورج دبليو بوش (يسار) مع مقلد بوش ستيف بردجز في الشخصية (يمين) في عشاء 2006
- الرئيس باراك أوباما (يسار) مع الفكاهي كيغان-مايكل كي في تقديم شخصية "مترجم الغضب" لوثر (يمين) في عشاء 2015
- الرئيس باراك أوباما يختم ترصيحه الأخير في أعشية المراسلين إسقاط ميكروفون في عشاء 2016

## روابط خارجية
- جمعية المراسلين في البيت الأبيض على موقع IMDb (الإنجليزية)
- جمعية المراسلين في البيت الأبيض على موقع الموسوعة البريطانية (الإنجليزية)